# Felipe Silva Fredes
Felipe Ignacio Silva Fredes (Requínoa, Región del Libertador Bernardo O'Higgins, Chile 15 de abril de 1995) es un futbolista chileno que juega de delantero actualmente en Deportes Santa Cruz de la Segunda División Profesional de Chile. Debutó en el fútbol profesional en un partido contra Santiago Wanderers por la primera fecha de Copa Chile 2014-15.

## Clubes
| Club                | País  | Año       |
| ------------------- | ----- | --------- |
| O'Higgins           | Chile | 2014-2015 |
| Deportes Santa Cruz | Chile | 2015-Act. |